# Oleg Ivanovics Romancev
Oleg Ivanovics Romancev (oroszul: Олег Иванович Романцев; Gavrilovszkoje, 1954. január 4. –) orosz labdarúgóedző, korábban szovjet válogatott labdarúgó.

## Pályafutása

### Klubcsapatban
1971-ben mutatkozott be a szovjet másodosztályban szereplő Avtomobiliszt Krasznojarszk csapatában. 1976-ban a Szpartak Moszkvához került, mellyel 1979-ben szovjet bajnoki címet szerzett.

### A válogatottban
1980 és 1982 között 9 alkalommal szerepelt a szovjet válogatottban. Tagja volt az 1980. évi nyári olimpiai játékokon bronzérmet nyerő válogatottnak. Részt vett az 1982-es világbajnokságon.

### Edzőként
Két alkalommal volt vezetőedzője a Szpartak Moszkvának, mellyel rekordnak számító 8 bajnoki címet ért el. Először 1989 és 1995, majd 1997 és 2003 között felelt a szakmai munkáért. 1994-ben kinevezték az orosz válogatott szövetségi kapitányi posztjára. Irányításával kijutottak az 1996-os Európa-bajnokságra. 1997-ben visszatért a Szpartakhoz, egy évvel később ismét kinevezték szövetségi kapitánynak és párhuzamosan irányította a Szpartakot, illetve a nemzeti csapatot. Második ciklusában kivezette a válogatottat a 2002-es világbajnokságra.

## Sikerei, díjai

### Játékosként
Szpartak Moszkva
- Szovjet bajnok (1): 1979

Szovjetunió
- Olimpiai bronzérmes (1): 1980

### Edzőként
Szpartak Moszkva
- Szovjet bajnok (1): 1989
- Orosz bajnok (8): 1992, 1993, 1994, 1997, 1998, 1999, 2000, 2001
- Szovjet kupa (1): 1991–92
- Orosz kupa (3): 1993–94, 1997–98, 2002–03

## Külső hivatkozások
- Oleg Ivanovics Romancev – a FIFA adatbázisában
- Oleg Romancev adatlapja a National-Football-Teams.com oldalon (angolul)

- Oleg Romancev. eu-football.info
- Oleg Ivanovics Romancev profilja az Olympedia oldalán (angolul)